# Josef Martínez
Josef Alexander Martínez Mencia (ur. 19 maja 1993 w Valencii) – wenezuelski piłkarz występujący na pozycji napastnika w kanadyjskim klubie CF Montréal oraz w reprezentacji Wenezueli. Posiada również obywatelstwo amerykańskie. Uczestnik Copa America 2015, 2016 oraz 2019.

## Kariera klubowa
Martínez jest wychowankiem klubu Caracas FC, w którym zadebiutował w lidze wenezuelskiej w 2010 roku. Na początku 2012 roku został zawodnikiem szwajcarskiego klubu BSC Young Boys. W sezonie 2013/2014 był wypożyczony do FC Thun. Latem 2014 przeszedł do Torino FC. Od 2017 jest piłkarzem Atlanta United FC.
| Sezon   | Klub           | Kraj       | Rozgrywki          | Mecze | Bramki |
| ------- | -------------- | ---------- | ------------------ | ----- | ------ |
| 2010/11 | Caracas FC     | Wenezuela  | Primera División   | 21    | 4      |
| 2011/12 | Caracas FC     | Wenezuela  | Primera División   | 15    | 4      |
| 2011/12 | BSC Young Boys | Szwajcaria | Swiss Super League | 11    | 0      |
| 2012/13 | BSC Young Boys | Szwajcaria | Swiss Super League | 8     | 1      |
| 2013/14 | FC Thun        | Szwajcaria | Swiss Super League | 18    | 8      |
| 2013/14 | BSC Young Boys | Szwajcaria | Swiss Super League | 18    | 2      |
| 2014/15 | Torino FC      | Włochy     | Serie A            | 26    | 3      |
| 2015/16 | Torino FC      | Włochy     | Serie A            |       |        |

## Kariera reprezentacyjna
Martínez w reprezentacji Wenezueli zadebiutował 7 sierpnia 2011 w przegranym 1-2 towarzyskim meczu z Salwadorem.

## Sukcesy

### Atlanta United
- Puchar MLS: 2018
- U.S. Open Cup: 2019
- Campeones Cup: 2019

### Indywidualne
- Król strzelców MLS: 2018 (31 goli)

### Wyróżnienia
- Major League Soccer MVP: 2018
- Jedenastka sezonu MLS: 2017, 2018, 2019